# ストレート・プライド
ストレート・プライド（英: straight pride）は、1980年代後半から1990年代前半に生じたスローガンで、主に社会保守主義の政治的立場を表現するために戦略的に使用されてきた。この用語は、1970年代初頭に様々なLGBTコミュニティによって使用された用語「ゲイ・プライド（LGBTプライド）」に対する意趣返しと見られている。
バックラッシュとしてのストレート・プライドは、論争を引き起こし、メディアの注目を集めた。2019年8月31日には、異性愛者が行進し、異性愛を支持することを目的としているイベント「ストレート・プライド・パレード」がマサチューセッツ州ボストンで計画された。統一ロシアがストレート・プライドの旗を掲げたこともある。